# Thomas H. Sumner
Thomas Hubbard Sumner (20 de març de 1807 – 9 de març de 1876) va ser un marí mercant nord-americà, conegut per desenvolupar el mètode de navegació astronòmica denominat línia de Sumner o línia de posició (LOP).

## Biografia
Sumner va néixer a Boston en 1807, fill de l'arquitecte Thomas Waldron Sumner i d'Elizabeth, Hubbard. Era un dels onze fills de la família, encara que quatre d'ells van morir durant la seva infantesa. Dels set supervivents, ell era l'únic home, i va ingressar a la Universitat Harvard als quinze anys.
Poc després de graduar-se amb 19 anys, es va casar i va fugir a Nova York amb una noia amb la qual havia mantingut un afaire, divorciant-se tres anys més tard. A continuació es va enrolar com a mariner en un vaixell dedicat al comerç amb Xina. Vuit anys després havia obtingut el rang de capità de la marina mercant, comandant el seu propi vaixell. El 10 de març de 1834 es va casar amb Selina Christiana Malcolm, de Connecticut. La parella va tenir sis fills, dels quals dos van morir de poca edat.
El 25 de novembre de 1837 Sumner navegava des de Charleston (Carolina del Sud) cap a Greenock (Escòcia), quan en intentar aconseguir el canal de Sant Jordi en el mar d'Irlanda amb un dia de sol al mig d'unes persistents condicions de nuvolositat, va descobrir el principi en el qual va basar el seu nou mètode de navegació. Va trigar uns anys en perfeccionar-lo, publicant un petit llibre el 1843.
Poc temps després va començar a tenir problemes mentals, i el 1850 va ser internat a l'Hospital Psiquiàtric McLean de Boston. El seu estat va continuar deteriorant-se gradualment, sent traslladat el 1865 al Manicomi de Taunton (Massachusetts), on va morir el 1876 a l'edat de 68 anys.

## Descobriment

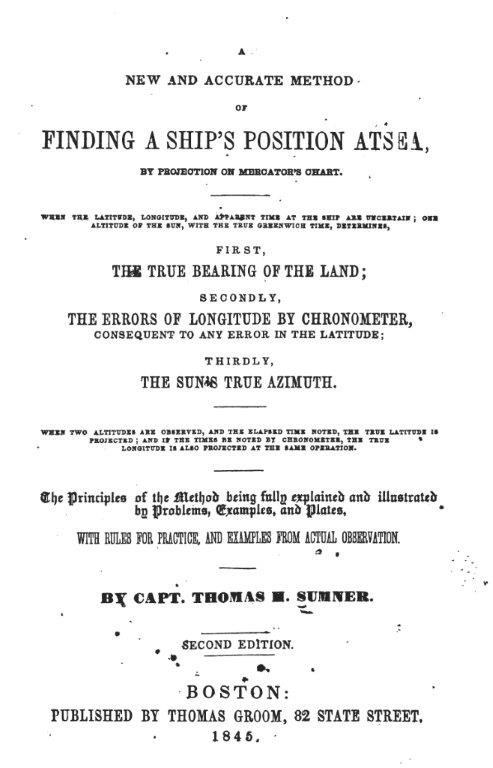
Un Mètode Nou i Acurat de Trobar la posició d'un Vaixell en el Mar, per Projecció en Gràfics de Mercator, pel Capt. Thomas H. Sumner, 1845

Sumner "va descobrir" la posteriorment denominada línia de posició o circumferència d'altures iguals, (que ell va denominar "paral·lel d'igual altitud"), en un viatge des de Carolina del Sud a Escòcia el 1837.
El 17 de desembre de 1837, quan s'acostava a la costa de Gal·les, desconeixia la seva posició exacta després de diversos dies de temps ennuvolat i escassa visibilitat. Durant un momentani clar entre els núvols va poder prendre una lectura de l'altura del Sol, fet que li va permetre deduir la seva latitud estimada. Però per poder calcular la seva longitud, necessitava conèixer la seva latitud amb exactitud. Desconeixent la seva latitud exacta, va tornar a calcular de nou la longitud, utilitzant dos nous valors de latitud per estima, 10' més gran i 20' més gran. Va dibuixar les coordenades resultants sobre la carta nàutica, i va observar que les tres posicions resultants estaven localitzades sobre una línia recta que també anava a parar sobre el Far Smalls (situat a la costa galesa de Pembrokeshire). Va raonar que el seu vaixell havia d'estar localitzat en algun lloc al llarg d'aquella línia; i que navegant d'acord amb el rumb d'aquella recta finalment albiraria la llum del far, el que de fet va acabar per succeir.
Sumner se'n va adonar, escrivint un resum en el que deia que una sola observació de l'altitud d'un cos celeste determina la posició d'una línia, sobre la qual l'observador està localitzat en algun punt. Sumner va publicar les seves troballes sis anys més tard, el 1843, i aquest mètode de calcular una posició mitjançant observacions en dos latituds diferents trobant la intersecció de les dues "línies de posició" va tenir un desenvolupament considerable en el camp de la navegació astronòmica. La importància del seu mètode va ser immediatament reconeguda, fins al punt que es va subministrar una còpia de la publicació en la qual es descriu, a cada un dels vaixells de l'Armada dels Estats Units

## Eponimia
- Dos vaixells de recerca de la Marina dels Estats Units porten el seu nom, USS Sumner.
- També el cràter lunar Sumner va ser batejat així en el seu honor.[2]